# ŽNK Dinamo Tomašanci
Dinamo Tomašanci, ženski je nogometni klub iz Tomašanaca, naselja u sastavu Općine Gorjani, u Osječko-baranjskoj županiji‎.

## Povijest
Ženski nogometni klub Dinamo Tomašanci osnovan je 13. lipnja 1998. godine, kao prvi ženski nogometni klub u Đakovštini. Na osnivačkoj skupštini za prvu predsjednicu kluba izabrana je Senka Ljepotić a prvim trenerom imenovan je Zvonko Drašković.
Nakon mnogih odigranih prijateljskih utakmica 29. kolovoza 1999. godine uvrštene su u 1. HNLŽ. Igrale su u 1. HNLŽ i u sezonama: 2001./02., 2002./03., 2003./04., 2004./05.

## Nagrade i priznanja
- 2002.: Najbolja ekipa Đakovštine u izboru Đakovačkoga glasnika.[1]